# Да следваш звездата
„Да следваш звездата“ (на английски: Follow a Star) е британска комедия от 1959 г.

## Сюжет
Господин Питкин (Норман Уисдъм) е работник в склад, който мечтае за славата на певците. По тази причина той взима уроци по пеене при грозноватата Дафна Добсън (Хети Жак). И веднъж на него истински му провървява – в склада пристига известния певец Върнън Карю (Джери Дезмънд), който разпознавайки в Питкин свой страстен почитател, го кани да участва в едно негово изпълнение. По-добре би било той да не беше направил това ...

## В ролите
- Норман Уисдъм, като Нормън Тръскот(Питкин)
- Джун Лавърик, като Джуди
- Джери Дезмънд, като Върнън Карю
- Хети Жак, като Дафна Добсън
- Ричърд Уотис, като Доктор Чатъруей
- Еди Лесли, като Харълд Франклин
- Джон Льо Месюр, като Биркет
- Сидни Тафлър, като Пендълбъри
- Фенела Фийлдинг, като Лейди Финчигтън
- Чарлс Хеслъп, като Генералът
- Джо Мелиа, като сценичния мениджър
- Рон Мууди, като човека с виолината